# Sárkány Zalán
Sárkány Zalán (Budapest, 2003. október 15. –) rövid pályás világbajnok, Európa-bajnoki bronzérmes magyar úszó.

## Sportpályafutása
2018-ban Máltán megrendezett junior nyíltvízi Európa-bajnokságon mutatkozott be először 15 évesen nyílt vízen Kőbánya SC színeiben. A kaotikusan megrendezett eseményen 6. helyen érkezett célba 5 km-en. A váltót sajnos az időjárási körülmények miatt nem rendezték meg.
2018-ban az izraeli Eilatban rendezett nyíltvízi junior világbajnokságon 5 km-es távon 9. helyen ért célba.
2021-ben Párizsban a megrendezett nyíltvízi junior Európa-bajnokságon 10 km-es távon 4. helyet érte el az U19-es kategóriában. Ugyanebben az évben Rómában rendezett junior Európa-bajnokságon 400 m vegyes úszásban szintén 4. helyen érkezett célba.
2022. júniusban, Setubalban, a nyíltvízi junior Európa-bajnokságon 10 km-es csapatversenyben (Szimcsák Mira, Fábián Bettina, Betlehem Dávid) a bajnoki címet szerezték meg. Ugyanebben az évben botrányos rendezéssel és viharos időjárási körülmények között, 3 méteres hullámokkal, a római Európa bajnokság 25 km-es távján – szinte végig vezetve – idő előtt (20 km-nél) lefújt verseny után nem hirdettek eredményt. Három hónap múlva külön bizottság Zalánt a 8. helyre hozta ki.
2023. januárjában az arizonai egyetemen – Arizona State University – kezdte meg tanulmányait, az egyetemi Sun Devils úszócsapat tagjaként Bob Bowman (a 23-szoros olimpiai bajnok, Michael Phelps edzőjének) csapatában már első hónapokban remek eredményeket ért el. 
Januári debütáló versenyén az egyetemi csapat színeiben megnyerte az 1000 és az 500 yard gyorsot is. Első úszása során iskolai rekordot is felállított 1000 yard gyorson, megdöntve ezzel Scott Brackett 1984-es rekordját. Egy nappal később, ugyanezen a távon megdöntötte saját rekordját.
Februárban az Arizona elleni alapszakasz-döntő során nyerte meg az 1000 yard gyorsot, és harmadik lett 500 gyorson. 1000 yardon ismét új iskolai rekordot állított fel.
Március elején első helyezett lett 1650 yard gyorsúszásban a Pac-12 Bajnokságon, ezzel segítve a Sun Devil férfi csapatát a program történetének első konferencia bajnoki címének megszerzésében.
Március végén a Minnesotai Egyetem által a minnesotai Minneapolisban található Jean K. Freeman Aquatic Centerben rendezett NCAA bajnokságon 8. helyen ért célba 1 mérföld versenyszámban, ezzel a program történetében először a Sun Devils a második helyen végzett. 
A 2024-es szezon első hónapját is kimagasló eredményekkel kezdte meg Sárkány Zalán. Január 6-án a GCU ellen megnyerte az 500 yardos gyorsúszást, az 1650 yardos gyorsat, 400 yardos váltóban pedig harmadikként végzett. A szezon első versenye után január 9-én a másodéves Zalánt választották a hét férfi Pac-12 úszójának, ezzel megszerezve első Pac-12-es díját pályafutása során és megkezdve második évét a Sun Devilsnél.
Január 19 és 20-án a kaliforniai Stanford és a Berkeley egyetemen rendezett találkozókon 1000 yardos gyorson vitte az aranyérmet. A frissen indult szezonban zsinórban háromszor döntötte meg saját maga által felállított iskola rekordját 1000 yardon, amit azóta is tart 8:37,98-es idővel.
Februárban Arizonában megnyerte az 1000 yard gyorsot és negyedik lett 200 vegyesen, miközben 200 yardos mellúszásban is versenybe szállt.
Márciusban a Pac-12 bajnokságon zsinórban másodszor nyerte meg az 1650 yardos gyorsúszást, ezzel segítve a Sun Devil férfi csapatát a konferencia bajnoki címének megismétlésében. Emellett második lett 500 gyorson és negyedik 400 vegyesen. A bajnokságon március 9-én 1650 gyorson úszott idejével (14:23,01) megdöntötte a találkozó rekordját, és ezzel az iskola rekordot is tartja.

Ugyanebben a hónapban az NCAA-bajnokságon Zalán programtörténelmet írt, hiszen ő lett az első Sun Devil férfi úszócsapatából, aki 1650 gyorson bajnoki címet nyert. A magyar úszó 14:30,57-es idővel győzött, több mint öt másodperccel megelőzve a második helyezettet.
“Az 1650 yardos távon kiérdemelt első helyemmel részese lehettem ennek a sporttörténelmi sikernek, és amire nagyon büszke vagyok, amerikai egyetemi bajnoki címet rajtam kívül csak két honfitársam érdemelt ki. Elsőként 1996-ban Szabados Béla, aki 2000-ben rövid pályás világbajnok is lett 200 gyorson, utána pedig a háromszoros olimpiai bajnok Hosszú Katinka, akik mindketten a Dél-Kaliforniai Egyetem hallgatói voltak.” – nyilatkozta később Zalán az SzPress Hírszolgálatnak
Az arizonai sikerek után a 2024-es magyar úszóbajnokságon már az új egyesületét, a Balaton Úszó Klubot erősítve készül újabb bizonyításra. A versenyre a veszprémi Szokolai László irányításával készült fel, klub- és edzőtársként Rasovszky Kristóffal és Betlehem Dáviddal. A Duna Arénában rendezett versenyen 400 méter gyorson bronzérmet, 1500 m gyorson ezüstöt, 800 m gyorson pedig első országos bajnoki címét is megszerezte.
A belgrádi Európa-bajnokságon előbb 800 gyorson, majd 1500 méteren szerzett bronzérmet, 400-on élete legjobbjával (7:49,29) az olimpiai játékokra is kvalifikált ebben a számban.
A 2024-es párizsi olimpián, a 20 éves sportoló a 400, 800 és 1500 m gyorson is egyéni csúcsot úszva, 1500-on 11., a rövidebb számokban pedig összesítésben 14. lett. 800 méteren saját csúcsideje, 7:48,90 perc lett, végig az élmezőnyben haladva, futamában a harmadik helyen csapott célba.
2024-ben a budapesti rövid pályás világbajnokságon világbajnoki címet szerzett, országos, egyben egyéni csúccsal (7:30,56), ezzel pályafutása első világbajnoki érmét szerezve
Sárkány Zalán a 2024/25-ös szezonra visszatér az Egyesült Államokba, ezúttal az Indiana Egyetemen folytatja tanulmányait és úszókarrierjét.

## Rekordjai
800 m gyors, rövid pálya
- 7:34,41 (2023. november 4., Debrecen) országos csúcs[2]
- 7:30,56 (2024. december 14., Budapest) országos csúcs[3]